# Belgsárfjall
Belgsárfjall är ett berg i republiken Island. Det ligger i regionen Norðurland eystra, 250 km nordost om huvudstaden Reykjavík. Toppen på Belgsárfjall är 864 meter över havet.
Trakten runt Belgsárfjall är nära nog obefolkad, med mindre än två invånare per kvadratkilometer. Närmaste större samhälle är Akureyri, omkring 18 kilometer väster om Belgsárfjall. Trakten runt Belgsárfjall består i huvudsak av gräsmarker.